# Bunny Austin
Bunny Austin, właśc. Henry Wilfred Austin (ur. 20 sierpnia 1906 w Londynie, zm. 20 sierpnia 2000 tamże) – brytyjski tenisista.
Był jedną z legend turnieju wimbledońskiego, 10-krotnie docierał do ćwierćfinału gry pojedynczej (na 11 startów), w 1932 i 1938 przegrywał dopiero w finałach. Grał także w innych wielkoszlemowych finałach – mistrzostwach Francji 1937 oraz mistrzostwach USA 1928 i 1929 – wszystkie te finały przegrał. Nie powiodło mu się również w grze mieszanej – przegrał finały na mistrzostwach Francji (1931) i na Wimbledonie (1934).
W latach 1933–1936 reprezentował Wielką Brytanię w Pucharze Davisa, osiągając w grze pojedynczej bilans 36 zwycięstw i 12 porażek.
Został zapamiętany jako zawodnik wrażliwy na ducha fair play. W 1932 był pierwszym graczem, który zastąpił długie spodnie szortami.
W 1997 został uhonorowany miejscem w międzynarodowej tenisowej galerii sławy.